# Matto Kämpf

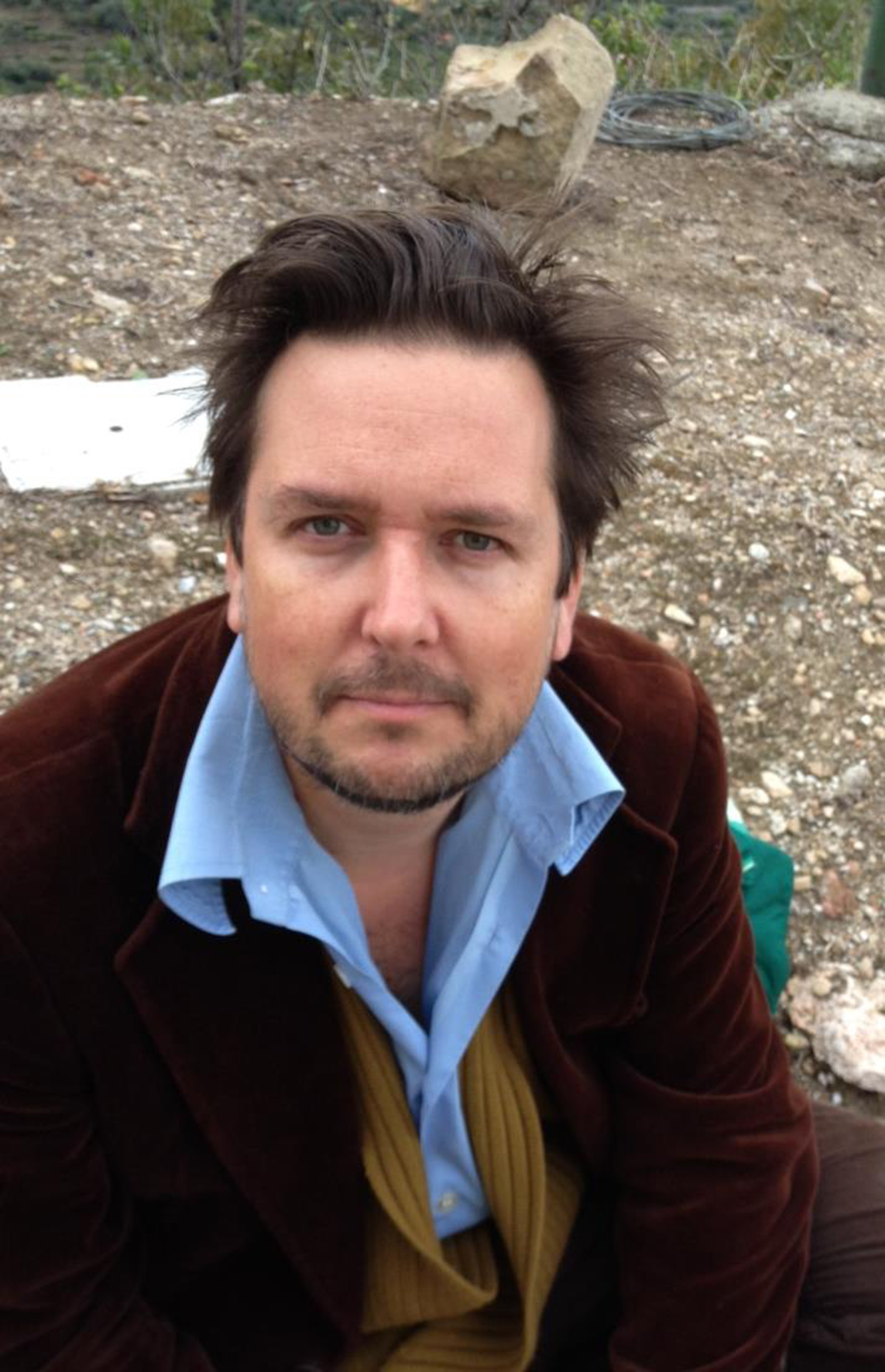
Matto Kaempf (2013)

Matto Kämpf (* 1970 in Thun) ist ein Schweizer Schriftsteller, Schauspieler und Film- und Theaterschaffender.

## Leben
Matto Kämpf wurde 1970 in Thun geboren. Er lebt in Bern und ist Mitglied des Spoken-Word-Trios Die Gebirgspoeten und der «Quasi-Band» Trampeltier of Love.
In der TV-Serie Experiment Schneuwly des Schweizer Radio und Fernsehens spielte er in der Staffel 1 (2014), Staffel 2 (2015) und Staffel 3 (2018) den Herrn Schneuwly.
Matto Kämpf drehte 2016 seinen Kurzfilm 4000.- (Regie, Story, Drehbuch). In dem Film Lasst die Alten sterben von 2017 hatte er eine Nebenrolle als Nachbar. Im gleichen Jahr spielte er auch in dem Film The Pitts Circus Family mit. Daneben hatte er Gastauftritte in den TV-Sendung Comedy aus dem Labor (12. August 2012), in der Talkshow Aeschbacher (19. Juni 2014) und der Comedy-Sendung Late Update (10. März 2019). 2023 spielte er im Kinospielfilm Velo Gang von Alex Kälin mit.

## Publikationen (Auswahl)

### Bücher
- Tiergeschichten. Der gesunde Menschenversand, Bern 2007, ISBN 978-3-9522993-8-8.
- Krimi. Der gesunde Menschenversand, Luzern 2009, ISBN 978-3-905825-12-1.
- Der Rabenvater. Der gesunde Menschenversand, Luzern 2010,  ISBN 978-3-905825-25-1.
- Tiergeschichten 2. Der gesunde Menschenversand, Luzern 2011, ISBN 978-3-905825-34-3.
- Kanton Afrika: Eine Erbauungsschrift Der gesunde Menschenversand, Luzern 2014, ISBN 978-3-905825-78-7.
- mit Yves Noyau: Tierweg 1. Kinderbuch. Der gesunde Menschenversand, Luzern 2014, ISBN 978-3-905825-89-3.
- Heute Ruhetag. Illustrierten «Sammelsurium» mit Reportagen aus Varanasi, Kairo und Stockholm. Der gesunde Menschenversand, Luzern 2016, ISBN 978-3-03853-023-7.
- Tante Leguan. Roman. Der gesunde Menschenversand, Luzern 2018, ISBN 978-3-03853-077-0.
- mit Yves Noyau: D Chatz isch zur Sou. Kinderbuch. Der gesunde Menschenversand, Luzern 2019, ISBN 978-3-03853-098-5.

### Sonstiges
- mit Yves Noyau: Isch es wahr? Postkartenset aus 12 Postkarten. Der gesunde Menschenversand, Luzern 2009, ISBN 978-3-905825-15-2.
- Kurzfilme 1995–2011. DVD. Der gesunde Menschenversand, Luzern 2011.
- Die Gebirgspoeten (Rolf Hermann, Matto Kämpf, Achim Parterre): Muff, Audio-CD, Der gesunde Menschenversand, Luzern 2012, ISBN 978-3-905825-44-2.

## Preise
- 2019: Stipendium Weiterschreiben der Stadt Bern.[6]
- 2024 Atelierstipendium in Genua der Stadt Thun[7]